# Belize-Kiefernwälder

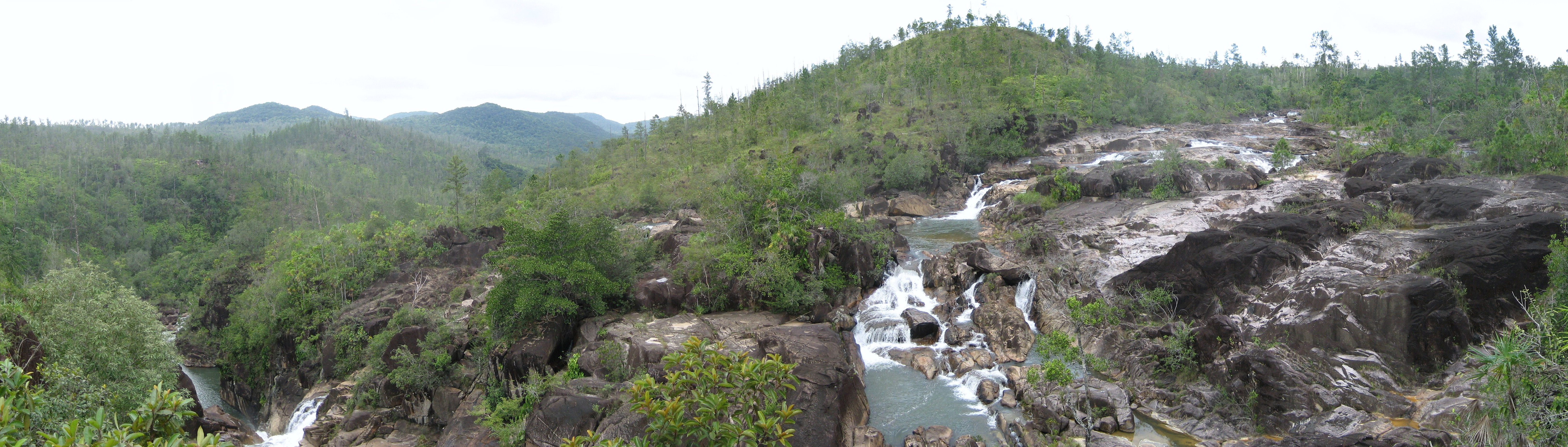
Mountain Pine Ridge in Belize

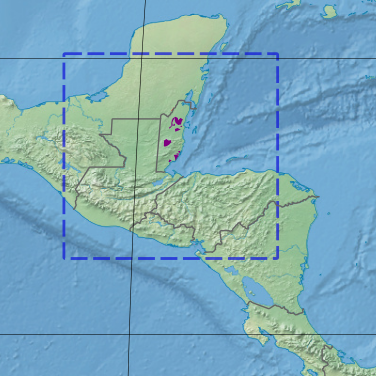
Verbreitung der Ökoregion der Belize-Kiefernwälder

Belize-Kiefernwälder (englisch Belizean Pine Forests) sind eine Ökoregion von tropischen Tiefland- und Vorgebirgs-Kiefernwäldern in Mittelamerika.

## Merkmale
Die vorherrschende Baumart ist die namengebende Unterart der Karibischen Kiefer (Ocote, Honduras Pine; Pinus caribaea var. hondurensis). Die Vegetation ist generell stark an Trockenheit (Savanne), Bodenversauerung und Nährstoffarmut angepasst.

## Vorkommen
Die Ökoregion in Mittelamerika erstreckt sich vor allem über die zur Karibik gewandte Küstenzone von Belize.
Sie gehört zur Zone der Feuchtwälder mit mehr als 2000 mm jährlichen Niederschlägen und fehlendem Frost. Zwei kleinere Gebiete finden sich in Mexiko (Süden von Quintana Roo) und Guatemala (NO).
In Belize gedeihen die Wälder bis in Höhen von 700 m über dem Meer, grob gesagt im Zentrum des Landes an den Westhängen der Maya Mountains.
Die Wälder sind geschlossen oder teilweise offen und es gibt zahlreiche kleinere Fragmente in den Übergängen zur Kiefern-Savanne (pine savanna). In den Maya Mountains mischt sich die Vegetationszone mit anderen Ökoregionen wie Regenwäldern, Cohune-Wäldern (cohune palm, corozal) und Cactus Associations.

## Fauna & Flora
Die Waldregion ist Heimat für Jaguar (Panthera onca), Puma (Puma concolor), Ozelot (Leopardus pardalis) und Graufuchs (grey fox, Urocyon cinereoargenteus).
Neben der namengebenden Honduras-Kiefer bilden Kalebassenbaum (Crescentia cujete), einige Eichenarten (Quercus spp.) wie Quercus oleoides, Cecropia peltata, Curatella americana, Byrsonima crassifolia, sowie die Palmengewächse Acoelorrhaphe wrightii und Paurotis wrightii größere Bestände. Die offenen Kronen geben jedoch zahlreichen Büschen, Gräsern und Wildblumen Raum zum Wachsen. In höheren Regionen herrschen dann Pinus oocarpa, Podocarpus guatemalensis und Quercus-Arten vor. In geschützten Lagen wachsen Pinus patula und die Palme Euterpe macrospadix sowie die Baumfarne Alsophila myosuroides und Hemitelia multiflora.

## Bedrohung und Schutz
Regelmäßig brechen durch natürliche Ursachen Feuer aus, die große Waldflächen zerstören, aber für die Verjüngung notwendig sind. In den Jahren 1999 bis 2003 traten jedoch ungewöhnlich stark Borkenkäfer auf, die allein 90.000 ha Wald zerstörten (vor allem Dendroctonus frontalis, aber auch D. adjunctus, D. mexicanus, D. vitei, D. aproximatus, D. parallelicollis, D. valens).
Zwei wichtige Schutzgebiete sind das Mountain Pine Ridge Forest Reserve und der Chiquibul Forest Reserve and National Park.